# Aleksandr Uliànov
Aleksandr Ilitx Uliànov (en rus: Алекса́ндр Ильи́ч Улья́нов; 12 d'abril de 1866 - 20 de maig de 1887) fou un revolucionari rus, germà gran de Vladímir Ilitx Uliànov (Lenin). Era conegut familiarment amb el nom de Sacha.

## Biografia
Fill d'Ilià Nikolàevitx Uliànov (1831-1886) i Maria Blank (1835-1916), i el més gran de 4 germans (Dmitri, Maria, Anna i Vladímir), Uliànov es va graduar al col·legi de Simbirsk el 1883 amb una medalla d'or i va entrar a la Universitat de Sant Petersburg, on es va llicenciar en ciències naturals i va obtenir una altra medalla d'or por el seu treball en zoologia. A la universitat va participar en reunions il·legals i manifestacions, també pronunciant discursos a estudiants i treballadors. El 1886, es va convertir en el membre de la facció guerrillera Naródnaia Vólia (Voluntat del Poble).
El 1887 va formar part d'un grup que va intentar assassinar el tsar Alexandre IlI, motiu pel qual va ser penjat al Schlüsselburg el 1887. Entre els co-conspiradors indultats d'Uliànov, hi havia Bronisław Piłsudski, germà de Józef Piłsudski. La seva execució va provocar un gran impacte en el seu germà Vladímir, qui serà el futur líder i creador de la Unió Soviètica.